# Ib Ivan Larsen
Ib Ivan Larsen (* 1. April 1945 in Kongens Lyngby) ist ein ehemaliger dänischer Ruderer.

## Biografie
Ib Larsen trat bei den Olympischen Sommerspielen 1968 in Mexiko-Stadt zusammen mit Peter Fich Christiansen im Zweier ohne Steuermann an. Das Duo vom Lyngby Roklob gewann die Bronzemedaille. Bei den Europameisterschaften 1969 in Klagenfurt konnten die beiden Dänen erneut zusammen die Bronzemedaille gewinnen.